# Regnes bàrbars

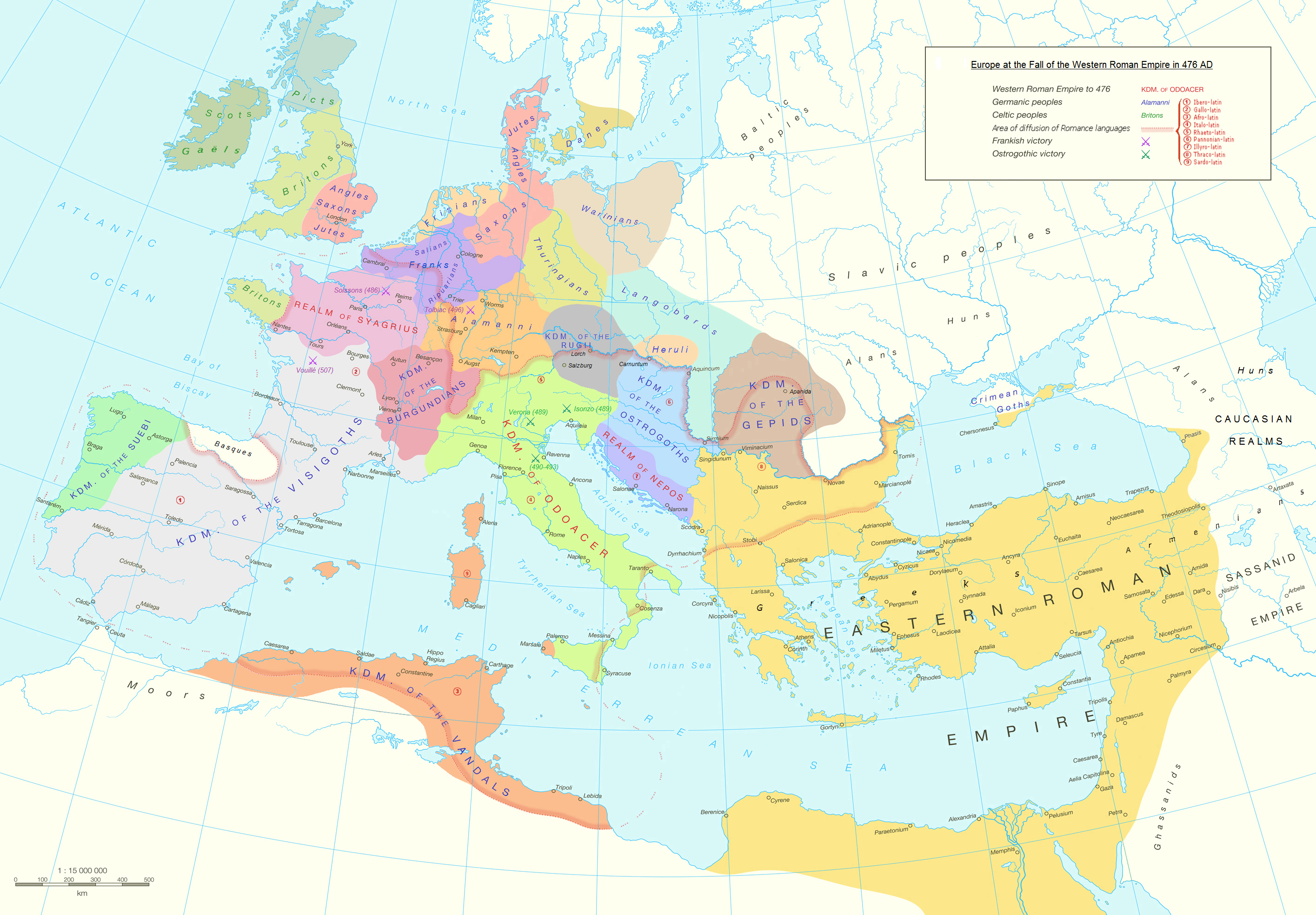
Europa just després de la caiguda de l'Imperi Romà d'Occident

Els regnes bàrbars foren els primers regnes establerts a l'antic territori de l'Imperi Romà d'Occident pels pobles germànics, iranians, amazics, etc. després de les invasions bàrbares que tingueren lloc entre el segles iv i vi.
A partir de les grans invasions, els pobles que acabaven d'arribar a les terres romanes començaren a fundar-hi regnes denominats «bàrbars» perquè no eren ni grecs ni romans, si bé alguns d'ells havien estat influïts per la cultura grecoromana, fins i tot alguns líders "bàrbars" van néixer dins de l'Imperi (pel qual, segons l'Edicte de Caracal·la, eren ciutadans romans), sabien llatí i grec (com Teodoric el Gran) i formaven part de l'estructura imperial. Aquests conjunts poc definits donaren origen a una «reialesa» que ha estat discutida per la desaparició dels fœdi subjacents i el fet que els papes encara no intervenien en la coronació dels reis.
A partir del segle v, els pobles conquerits formaren la població d'aquestes entitats, de vegades conegudes com a potentats, que eren dirigides per una aristocràcia distinta de la població «romana» pels seus orígens, la seva llengua, els seus costums, el seu rol social (classe guerrera) i unes lleis de successió transmeses oralment.
La majoria d'aquestes potències locals foren efímeres. Aquests regnes, que corresponien a la fase d'estabilització dels pobles migrats, establiren codis legals i una administració embrionària (peatges, moneda, etc.). Els que sobrevisqueren a aquest període convuls es convertiren en regnes medievals.

## Llista
- Regne dels Alamans (desaparegut el 496), al sud-oest d'Alemanya
- Regne dels Alans (409-534), a Hispània i el nord d’Àfrica
- Regne dels Sueus (410–548), al nord-oest de la Península Ibèrica
- Regne dels Burgundis (411–534), a Sapàudia
- Regne dels Visigots (418–711), a la Península Ibèrica, Aquitània i Septimània
- Regne dels Vàndals (429–534), a l'antiga província romana d'Àfrica
- Regne dels Maures i els Romans (429–578), a l'antiga província romana de Mauritània Cesariense
- Regnes saxons (ca. 450–899), a Gran Bretanya
- Regnes francs (481–843), primer als Països Baixos i posteriorment a la Gàl·lia
- Regne dels Ostrogots (493–553), a Itàlia
- Regne dels Llombards (568–774), a Itàlia
- Regne de Frísia (ca. 600–734), als Països Baixos
- Imperi húnic (316-484), a Germania, Gàl·lia, Panònia, Dàcia, Sarmàcia